# Plovdivți, Smolean
Plovdivți (în bulgară Пловдивци) este un sat în comuna Rudozem, regiunea Smolean,  Bulgaria. 

## Demografie
Componența etnică a satului Plovdivți
     Nicio identificare (35,4%)
     Bulgari (61,86%)
     Altele (2,72%)
La recensământul din 2011, populația satului Plovdivți era de 257 locuitori. Din punct de vedere etnic, majoritatea locuitorilor (61,86%) erau bulgari. Pentru 35,4% din locuitori nu este cunoscută apartenența etnică.